# Wymondham Town F.C.
Wymondham Town F.C. là một câu lạc bộ bóng đá Anh chơi trên sân nhà Kings Head Meadow ở Wymondham, Norfolk. Hiện tại họ đang thi đấu ở Anglian Combination Division One. Đội bóng từng thi đấu FA Cup trong thập niên 1950.